# Pride of Hull
Il Pride of Hull è un traghetto appartenente alla P&O Ferries. 

## Servizio
Varato da Fincantieri l'11 aprile 2001 nel Cantiere navale di Marghera con il nome di Pride of Hull e consegnato il 16 novembre 2001 alla P&O North Sea Ferries, prende servizio sulla Rotterdam-Hull a partire dal 2 dicembre successivo.
L'8 dicembre 2012, durante la navigazione verso Hull, scoppia un incendio nella sala macchine del traghetto, prontamente domato dall'equipaggio.
Il 10 novembre 2016 viene trasferito alla P&O Ferries, continuando ad operare sulla stessa rotta.

## Navi gemelle
- Pride of Rotterdam